# Липница (гмина)
Липница (пол. Lipnica) — сельская гмина (волость) в Польше, входит как административная единица в Бытувский повет, Поморское воеводство. Население — 4818 человек (на 2004 год).

## Демография
| Перепись                       | Всего   | Всего | Женщины | Женщины | Мужчины | Мужчины |
| ------------------------------ | ------- | ----- | ------- | ------- | ------- | ------- |
| Единицы                        | человек | %     | человек | %       | человек | %       |
| Население                      | 4818    | 100   | 2303    | 47,8    | 2515    | 52,2    |
| Плотность населения (чел./км²) | 15,6    | 15,6  | 7,4     | 7,4     | 8,1     | 8,1     |

## Соседние гмины
1. Гмина Брусы
2. Гмина Бытув
3. Гмина Хойнице
4. Гмина Кочала
5. Гмина Конажины
6. Гмина Мястко
7. Гмина Пшехлево
8. Гмина Студзенице
9. Гмина Тухоме